# 侯程達
侯程達（1915年7月17日—），遼寧遼陽人，中华民国军事将领。

## 生平
陸軍官校第11期、陸軍步兵學校第4期畢業。抗日战争期间，参加徐州会战、武汉会战。1941年进入云南，担任中越边境警备。1945年8月，开赴越南海防受降，11月船运东北。1948年，驻防辽南一带，11月，于营口撤退。1949年，进驻上海，任第五十二军参谋长。上海战役后，撤至台湾。历任第2师师长、第33师师长。1957年升任第三军少将军长。1962年调任预训司令部副司令，晋任中将。1969年5月，升任第二军团司令。1971年5月，调任参谋总部特别行政助理官。1972年5月至1974年11月，任金门防卫司令部司令。1976年2月，退役，转任台湾省农工企业公司董事长。